# Liste von Jazzmusikern/V
| Abk.  | Instrument           |
| ----- | -------------------- |
| acc   | Akkordeon            |
| acl   | Altklarinette        |
| afl   | Altflöte             |
| arr   | Arrangement          |
| as    | Altsaxophon          |
| b     | Bass                 |
| bar   | Baritonsaxophon      |
| bcl   | Bassklarinette       |
| bjo   | Banjo                |
| bl    | Bandleader           |
| bo    | Bongo                |
| bs    | Basssaxophon         |
| cl    | Klarinette           |
| clo   | Cello                |
| comp  | Komponist            |
| cond  | Dirigent             |
| cor   | Kornett              |
| dr    | Schlagzeug           |
| eh    | Englischhorn         |
| ep    | Elektronisches Piano |
| fg    | Fagott               |
| fl    | Flöte                |
| flh   | Flügelhorn           |
| frh   | Frenchhorn           |
| gisy  | Gitarrensynthesizer  |
| git   | Gitarre              |
| gl    | Glockenspiel         |
| har   | Mundharmonika        |
| harp  | Harfe                |
| kb    | Kontrabass           |
| keyb  | Keyboard             |
| lyra  | Lyra                 |
| mando | Mandoline            |
| mar   | Marimba              |
| obo   | Oboe                 |
| org   | Orgel                |
| p     | Piano                |
| perc  | Perkussion           |
| picb  | Piccolobass          |
| pictp | Piccolotrompete      |
| reeds | Holzblasinstrumente  |
| sax   | Saxophon             |
| ss    | Sopransaxophon       |
| syn   | Synthesizer          |
| tb    | Tuba                 |
| th    | Tenorhorn            |
| tp    | Trompete             |
| trb   | Posaune              |
| ts    | Tenorsaxophon        |
| tt    | Turntables           |
| vib   | Vibraphon            |
| viola | Viola                |
| vl    | Violine              |
| voc   | Gesang               |

Diese Liste ist eine Unterseite der Liste von Jazzmusikern.

## Va
- Allan Vaché cl
- Warren Vaché cor, tp, flh, voc
- Chris Vadala reeds
- Trine-Lise Væring voc, comp
- Knut Værnes git, bl
- Johannes Vaht kb
- Pierre Vaiana sax
- Kęstutis Vaiginis ss, as, ts, fl, comp
- Oscar Valdambrini tp
- Enrico Valanzuolo tp
- Carlos „Patato“ Valdés congas
- Chucho Valdés p
- Lázaro Valdés p
- Yelfris Valdés tp
- Michael Valeanu git
- Caterina Valente voc, g
- Gary Valente trb
- Aldemar Valentín git
- Billy Valentine voc, p
- Jerry Valentine trb, arr
- Kid Thomas Valentine tp
- Manuel Valera p, comp
- Nicolao Valiensi trb
- Freddy Valier git, voc
- Martin Valihora dr, perc
- Timur Valitov ts, comp
- Claudius Valk sax, cl, fl
- Giulia Valle kb, comp
- Colin Vallon p, comp
- Dick Vance tp
- Rob van Bavel p
- James Van Buren voc
- Lydia van Dam voc
- Art Van Damme acc
- Loek van den Berg as, ts, ss, comp
- Nathan Vandenbulcke dr, vib
- Rob van den Broeck p, comp
- Ben van den Dungen ts, ss, comp
- Maurice Vander p
- Jean-Lou Vanderborght p
- Dick van der Capellen kb, comp
- Boris Vanderlek ts
- Ken Vandermark sax, cl
- Johnny Van Derrick vln
- Dylan van der Schyff dr
- Bo Van Der Werf bar, cl, comp
- Eric van der Westen kb
- Kalia Vandever trb
- Els Vandeweyer vib, perc
- Martin van Duynhoven dr
- Frans Van Dyck, trb, arr, comp, cond
- Harry van Dyk dr, bl
- Joe van Enkhuizen ts, acc
- Philipp van Endert git
- George Van Eps g
- Joop van Erven dr
- Preben Vang dr
- Ben van Gelder as, bcl, comp
- Paul Van Gysegem kb
- Roger Vanhaverbeke kb, violin
- Sanne van Hek tp
- Randy Van Horne voc, comp, arr, cond
- Peter van Huffel as, ss, cl, comp
- Paul van Kemenade as
- Dave Van Kriedt sax, comp
- Turk Van Lake g
- Bart van Lier trb
- Erik van Lier b-trb
- Erwin Vann ts, ss, fl, arr, comp
- Gino Vannelli voc
- Peter Van Nostrand dr
- Bob van Oven kb
- Jack van Poll p
- Ack van Rooyen tp, flh
- Jerry van Rooyen comp, arr, cond
- Jesse van Ruller git
- Lothar van Staa ss, ts, cl, fl
- Toon van Vliet sax
- Jasper van’t Hof p, keyb, comp
- Ernst van’t Hoff tp, p, cond
- Jeroen van Vliet p
- Toon van Vliet ts
- Reinette van Zijtveld voc
- Danny Vannelli tp
- Anatoly Vapirov sax, comp, bl
- Don Vappie git, bjo, voc
- Andreas Varady git
- Marcos Varela kb
- Francis Varis acc, arr, comp
- Alexander Varlamov bl, cond, comp, arr
- Tom Varner frh
- Luis Alvaro Varona tp
- Johnny Varro p, arr, bl
- Bart Varsalona trb
- Bence Vas org, comp
- Sachal Vasandani voc
- Erasto Vasconcelos perc, comp
- Mônica Vasconcelos voc
- Naná Vasconcelos perc, comp
- Nenad Vasilić kb, arr, comp
- Jimmy Vass as, ss, fl
- Michael Vatcher dr, perc
- Willy Vaterlaus tp
- Sarah Vaughan voc
- Father Tom Vaughn p
- Michael Vavti sax
- Max Vax p
- Roland Vazquez dr, comp
- Yago Vázquez p

## Ve – Vh
- Reginald Veal b
- Gerald Veasley b
- Tobias Vedovelli b, comp
- Vadim (Baguk) Veeremaa frh, tp
- Ray Vega tp, flhn
- Bayardo Velarde perc, voc
- Mauricio Velasierra quena, sikus, mozeños, voc, electronic, charango, comp
- Eddy Veldman dr, vib
- Karel Velebný vib
- Glen Velez perc
- Terje Venaas b
- Andrea Veneziani kb
- Glauco Venier p
- Jacob Venndt b, harm, melodica, comp
- Dick Vennik sax, fl
- Marshall Vente p, arr, bl
- Charlie Ventura sax, bl
- Varijashree Venugopal voc, fl
- Joe Venuti vl
- Joe Venuto perc
- Harry Verbeke ts
- Jiří Verberger p, voc, arr
- Teun Verbruggen dr, comp
- Javier Vercher ts, ss, bcl, fl, comp
- Oscar Verden keyb, p, trb
- Nilüfer Verdi p, comp
- Martin Verdonk perc
- Rob Verdurmen dr, comp
- Robin Verheyen sax
- Frans Vermeerssen sax, bl, comp
- Robert Jan Vermeulen p, comp, arr
- Laurent Vernerey b
- Joe Vernon dr
- Cécile Verny voc, bl
- Marlene VerPlanck voc
- Angelo Verploegen tp, flh
- Ronnie Verrell dr
- Gary Versace org, p
- Etienne Verschueren as, ts, arr, cond, cl, org, comp
- Fernand Verstraete tp
- Raf Vertessen dr
- Jan Verwey harm
- Edward Vesala dr
- Thomas Vesely p
- Jarle Vespestad dr
- Moses Yoofee Vester p, keyb, comp
- Clara Vetter p, sampler, comp
- Louis Vezant tp

## Vi
- Jean-Louis Viale dr
- Aliéksey Vianna git
- Andrea Vicari p
- Gabriel Vicéns git
- Luís Vicente tp
- Harold Vick ts, ss, fl
- Johnny Vidacovich dr, comp
- Jacques Vidal kb
- Lluís Vidal p, comp, cond
- Christian Viénot trb
- Joe Viera ts, ss, comp
- Helmut Vietze bar, cl, bcl, fl
- Tommy Vig vib, dr
- Filippo Vignato trb
- Frank Vignola git
- Rémi Vignolo kb, dr
- Teemu Viinikainen git, comp
- Emil Viklický p
- Antonín Viktora git
- Juan Camilo Villa kb, b, comp
- Daniel Villarreal dr, perc
- Manuel Villarroel p, ep, syn, perc, comp, cond
- Patricio Villarroel dr, perc, comp
- Kasper Villaume p, kb, comp
- Enrique Villegas p, arr, comp
- André Villéger cl, ss, as, ts, bar
- Norman Marshall Villeneuve dr
- Tam de Villiers git
- Frederik Villmow dr
- Michael Villmow sax, bl, comp
- Paolo Vinaccia dr, perc, comp
- Eddie Vincent trb
- Frank Vincent p
- Luís Vicente tp
- Niels Vincentz sax
- Mark Vinci reeds
- Mads Vinding b
- Jeremy Viner sax, cl
- Martijn Vink dr, comp
- Biggi Vinkeloe as, fl, comp
- Leroy Vinnegar kb
- Eddie „Cleanhead“ Vinson voc, as
- Mose Vinson p
- Will Vinson sax
- Al Viola git
- Joe Viola sax, obo
- David Virelles p
- Jean-Philippe Viret kb, comp
- Lars Vissing tp, flh
- Jorge Vistel tp
- Maikel Vistel ts, comp
- Hristo Vitchev p, git
- Bernard Vitet tp
- Joe Vito p, arr
- Miroslav Vitouš kb, git
- Alex Vizváry vln, bl

## Vl – Vz
- Michael Vlatkovich trb
- Eric Vloeimans tp
- Reinier Voet git, comp
- Alfred Vogel dr, perc
- Thomas Vogel tp, trb
- Tjitze Vogel kb, tu
- Vic Vogel p, trb, tu, arr, bl
- Jonas Vogelsang git
- Matthias Vogt p, comp, arr
- Gerhard Vohwinkel tp, cor, comp, arr (auch bj, g)
- Holger Voigt b
- John Voigt b
- Louis Vola b, acc
- Vladimir Volkov kb, viola
- Norbert Vollath sax, bcl, comp
- Timo Vollbrecht, sax, comp
- Eraldo Volonté ts, ss, bl
- Jonathan Voltzok trb
- Ove Volquartz bcl, ss, ts, contrabass-cl, fl, comp
- Kostas Vomvolos comp, arr, acc, Kanun
- Eric von Essen b, comp
- Reimer von Essen cl
- Christian von Kaphengst kb, b, comp, arr, bl
- Jan von Klewitz as, ss, cl
- Alexander von Schlippenbach p
- Pascal von Wroblewsky voc
- Kadri Voorand voc
- Tony Vos as, ss, comp
- Jochen Voß as, ss
- Ernst Vranckx p, comp
- Keith Vreeland p, kreyb
- Louis de Vries tp
- Wim de Vries dr
- Cuong Vu tp
- Goran Vujić b
- Peter Vuust kb
- György Vukán p, comp, arr, bl
- Vadim Vyadro ts, fl, cl
- Petras Vyšniauskas ss